# Вірджиніо Де Паолі
Вірджиніо Де Паолі (італ. Virginio De Paoli, 22 червня 1938, Чертоза-ді-Павія — 24 серпня 2009, Брешія) — італійський футболіст, що грав на позиції нападника, зокрема за «Брешію», а також національну збірну Італії. 
По завершенні ігрової кар'єри — тренер.

## Клубна кар'єра
Народився 22 червня 1938 року в місті Чертоза-ді-Павія. Вихованець футбольної школи «Мілана».
У дорослому футболі дебютував 1957 року виступами на умовах оренди за «Новезе», в якій провів один сезон, взявши участь у 22 матчах чемпіонату. Наступний сезон на аналогічних умовах відіграв за «Варезе» у третьому італійському дивізіоні, після чого 1959 року на правах повноцінного контракту став гравцем іншої третьолігової команди, «Пізи».
У сезоні 1960/61 забив 9 голів у 29 іграх другого італійського дивізіону за «Венецію», допомігши їй виграти змагання і здобути підвищення в класі.
Утім сам гравець продовжив виступи на другому рівні футбольної піраміди Італії, оскільки того ж 1961 року перейшов до «Брешії». У цій команді швидко став ключовим атакувальним гравцем, поступово покращуючи результативність. У сезоні 1964/65 відзначився 20-ма забитими в іграх чемпіонату голами, що не лише дозволило йому стати найкращим бомбардиром Серії B, але й допомогло команді вийти переможцем турніру у другому дивізіоні і підвищитися у класі. Тож у сезоні 1965/66 дебютував у складі «Брешії» в іграх Серії A, де був найкращим голеодором своєї команди і посів п'яте місце у рейтингу найкращих бомбардирів сезону елітного італійського дивізіону.
Влітку 1966 року забивного нападника до своїх лав запросив туринський «Ювентус», у складі якого Де Паолі у першому ж сезоні став переможцем національного чемпіонату, забивши 8 голів (другий результат у команді після Джампаоло Менікеллі). Наступного сезону знову відзначився вісьмома голами, а туринці фінішували на третьому місці.
1968 року «Ювентус» підписав на позицію форварда П'єтро Анастазі, а Де Паолі повернувся до «Брешії», що знову мала змагатися у другому дивізіоні. Відразу після повернення, у сезоні 1968/69 з 18-ма голами удруге став найкращим бомбардиром Серії B, допомігши команді повернути собі місце у найвищлму дивізіоні. Наступний сезон відіграв за «Брешію» у Серії A, згодом ще два сезони у Серії B, після чого завершив ігрову кар'єру у 1972 році.

## Виступи за збірні
1964 року провів одну гру за молодіжну збірну Італії.
У 1966 році залучався до лав національної збірної Італії, у складі якої провів три гри, відзначившись голом у ворота збірної Румунії у грі відбору на Євро-1968.

## Кар'єра тренера
Розпочав тренерську кар'єру невдовзі по завершенні кар'єри гравця, 1974 року, очоливши тренерський штаб клубу «Таррос».
Останнім місцем тренерської роботи був клуб «Фрозіноне», головним тренером команди якого Вірджиніо Де Паолі був протягом 1977 року.
Помер 24 серпня 2009 року на 72-му році життя у місті Брешія.
| Дата       | Місто   | Господарі | Результат | Гості   | Турнір            | Голи | Примітки |
| ---------- | ------- | --------- | --------- | ------- | ----------------- | ---- | -------- |
| 18-6-1966  | Мілан   | Італія    | 1 – 0     | Австрія | товариський матч  | -    | 46'      |
| 1-11-1966  | Мілан   | Італія    | 1 – 0     | СРСР    | товариський матч  | -    |          |
| 26-11-1966 | Неаполь | Італія    | 3 – 1     | Румунія | Відбір до ЧЄ 1968 | 1    |          |
| Усього     |         | Матчів    | 3         |         | Голів             | 1    |          |

## Титули і досягнення

### Командні
- Чемпіон Італії (1):

«Ювентус»: 1966-1967

### Особисті
- Найкращий бомбардир Серії B (2):

1964-1965 (20 голів), 1968-1969 (18 голів)